# Черковская, Варвара Николаевна
Варва́ра Никола́евна Черко́вская — русская поэтесса, белорусская журналистка.

## Биография
Варвара Черковская родилась в Республике Коми.
Окончила филологический факультет Могилёвского педагогического института по специальности «Русский язык и литература» и Академию последипломного образования в Минске по специальности «Психология»
По профессии — журналист.
Живёт в Солигорске (Беларусь, Минская область).

## Награды и премии
- Лауреат международного конкурса в Польше в номинации «Эссе» (2011)[1]
- Призёр Четвёртого международного конкурса хайку в номинации «Традиционное хайку» (Москва, 2014)[1]
- Участник Волошинского фестиваля (2011, 2012, 2013)[1]
- Международная отметина имени отца русского футуризма Давида Бурлюка (2014)[2]

### Сетевые публикации
- Черковская Варвара. Моя Киммерия. Textura (26 апреля 2014). Дата обращения: 12 августа 2016. Архивировано из оригинала 12 августа 2016 года.